# Pantelia horrenda
Pantelia horrenda är en insektsart som först beskrevs av Walker, F. 1871.  Pantelia horrenda ingår i släktet Pantelia och familjen torngräshoppor. Inga underarter finns listade i Catalogue of Life.